# یواس‌اس ناست (۱۸۶۵)
یواس‌اس ناست (۱۸۶۵) (به انگلیسی: USS Nausett (1865)) یک کشتی بود که طول آن ۲۲۵ فوت (۶۹ متر) بود. این کشتی در سال ۱۸۶۵ ساخته شد.